# 55 (Album)
55 ist das neunte Solo-Studioalbum der deutschen Sängerin Ina Müller. Es erschien im November 2020 bei Columbia Local/Sony Music Entertainment.

## Inhalt
Wie schon bei den Alben Weiblich, Ledig, 40 (2006) und 48 (2013) spielt der Titel auf Ina Müllers Alter an. Dies ist auch gleichzeitig Thema des Albums. In insgesamt 12 Liedern singt sie über das Älterwerden. So handelt der Eichhörnchentag von der Vergesslichkeit. Zum Titel kam es, weil die Eichhörnchen, oft ihre Nussverstecke während der Winterruhe nicht mehr finden. Auch Laufen dient dem Zweck: „gegen den Verschleiß“ zu kämpfen. Wie das Leben hätte verlaufen können, zeigt Rauchen, mit dem man andere Leute kennenlernt, als wenn man sich bei den Nichtrauchern aufgehalten hätte. Das Lied wäre beinahe nicht auf dem Album gelandet, da Müller befürchtete, ihr könnte unterstellt werden, das Rauchen zu verharmlosen. Das sei aber nicht ihre Absicht gewesen, sondern sie beschreibt in dem Song, dass sie ohne das Rauchen heute andere Dinge gemacht hätte.
Das Thema Beziehungen reicht von Das erste halbe Mal über Obwohl Du da bist und Fast hält länger als fest bis zu So hätt ich also sein soll’n, wo der ehemalige Partner jetzt eine völlig andersartige Frau hat. Das erste halbe Mal handelt vom Verlust ihrer Jungfräulichkeit mit 17. Bei Lass uns Leuten in die Wohnung gucken gehen thematisiert sie ihre Beziehung mit Johannes Oerding, mit dem sie seit 2011 liiert war. In dem Song geht es darum, wie sie mit ihm durch die Stadt geht und sie in fremde Wohnungen hineingucken, um zu sehen, wie andere Menschen leben. Sie bezeichnet es selbst als ihr stärkstes Lied, ein „erwachsenes, romantisches Liebeslied“.
Im Alter bleiben neue Vorlieben: Die nähere Umgebung erkunden und bei anderen in die Wohnung gucken oder sich die ganze Stadt ansehen (Wenn der liebe Gott will).

## Veröffentlichung
Das Album erschien als CD, Download und LP (180 Gramm). Die CD-Version erschien außerdem als limitierte 2CD-Premium-Edition mit einer Bonus-CD, die neun Duette aus Inas Nacht enthielt. Zudem wurde ein Paket mit CD und Neujahrskonzert in der Elbphilharmonie in Hamburg angeboten. Die erste Bonus-CD mit Live-Aufnahmen von Gästen aus Inas Nacht erschien 2016 mit dem Album Ich bin die.

## Titelliste

### Standard-Edition
1. Obwohl Du da bist – 3:18
2. Wohnung gucken – 4:08
3. Laufen – 2:52
4. Fast hält länger als fest – 4:13
5. Rauchen – 3:40
6. Ich halt die Luft an – 3:05
7. So hätt ich also sein soll'n – 3:54
8. Eichhörnchentag – 3:03
9. Die Zeit fliegt Dir davon – 4:20
10. Wie Heroin – 3:29
11. Das erste halbe Mal – 4:05
12. Wenn der liebe Gott will – 3:47

### Premium Edition (Inas kleine Nachtmusik Vol. II)
1. Gregory Porter: Don’t Be a Fool – 4:26
2. Elen: Liegen ist Frieden – 3:49
3. Dean Lewis: Waves – 4:02
4. Beth Hart: Thankful – 4:56
5. The White Buffalo: I Got You – 3:32
6. Tina Dico: I Time to Sleep – 4:01
7. Johannes Oerding: Ich hab dich nicht mehr zu verlier’n – 4:48
8. Matt Andersen: I’m Giving In – 4:21
9. Ina Müller – Fünf Minuten – 3:41

## Produktion
Das Album wurde von Benni Dernhoff produziert und gemischt, das er mit Manfred Faust in den H.O.M.E. Studios Hamburg aufgenommen hat, zusammen mit Ulle Rode vom BluHouse Studio Hamburg. Die Aufnahmen fanden von April bis September 2020 statt.
Alle Lieder entstanden in Zusammenarbeit mit Frank Ramond, Benni Dernhoff und Johannes Oerding. Einen Großteil der Songs verfasste sie mit ihrem damaligen Partner Johannes Oerding zusammen am Küchentisch.

## Rezeption
Ina Brüning vergab auf Laut.de vier von fünf Punkten und schrieb: „Die Musik tendiert stellenweise ein wenig zu stark Richtung Schlager, doch wollen wir darüber wohlwollend hinwegsehen. Der Refrain von Die Zeit fliegt Dir davon wird sich ausgezeichnet zum Mitsingen eignen, wenn die Sängerin mit ihrem neuen Programm irgendwann live auftritt. Möge das bald sein! Die zugezogene Berliner Schnauze ist jetzt jedenfalls ein Fan.“
Ulrike Meyer-Potthoff schrieb auf Terrorverlag: „55 ist genauso abwechslungsreich wie wir INA MÜLLER kennen. Die große Klappe versteht sich auch auf zurückhaltende Klänge, wobei man sicher sein darf, dass es immer intensiv zur Sache geht. Mal fast kindlich verspielt, dann wieder gewohnt resolut, nicht selten gedankenverloren und oft auch ganz schön weise.“
Katja Kraft schrieb auf Merkur.de „Ina Müller ist stimmlich keine Adele. Auch deshalb der augenzwinkernde CD-Titel. Jede von ihr gehauchte Zeile erinnert an ein wildes Leben mit vielen Drinks und noch mehr Zigaretten. Ein Hoch auf die politisch unkorrekteste Nummer der neuen Scheibe: Rauchen – eine Liebeserklärung an den Glimmstängel. Wunderbar.“

## Chartplatzierungen
55 erreichte in Deutschland Rang zwei der Albumcharts. Darüber hinaus erreichte das Album die Chartspitze der deutschen deutschsprachigen Albumcharts. In Österreich erreichte das Album Rang 17 und in der Schweiz Rang 23. Müller platzierte sich hiermit zum achten Mal in den deutschen Albumcharts sowie je zum vierten Mal in Österreich und der Schweiz. Es ist ihr fünfter Top-10-Erfolg in Deutschland. In allen drei Ländern konnte sich kein Album von Müller höher in den Charts platzieren, in Deutschland erreichte das Album Das wär dein Lied gewesen bereits ebenfalls den zweiten Rang.
| ChartsChartplatzierungen | Höchstplatzierung | Wochen |
| ------------------------ | ----------------- | ------ |
| Deutschland (GfK)        | 2 (23 Wo.)        | 23     |
| Österreich (Ö3)          | 17 (3 Wo.)        | 3      |
| Schweiz (IFPI)           | 23 (3 Wo.)        | 3      |

| ChartsJahrescharts (2020) | Platzierung |
| ------------------------- | ----------- |
| Deutschland (GfK)         | 36          |

| ChartsJahrescharts (2021) | Platzierung |
| ------------------------- | ----------- |
| Deutschland (GfK)         | 17          |

## Auszeichnungen für Musikverkäufe
Das Album erreichte nach 10 Wochen eine Goldene Schallplatte in Deutschland.

| Land/Region        | Auszeichnungen für Musikverkäufe (Land/Region, Auszeichnung, Verkäufe) | Verkäufe |
| ------------------ | ---------------------------------------------------------------------- | -------- |
| Deutschland (BVMI) | Gold                                                                   | 100.000  |
| Insgesamt          | 1× Gold ·                                                              | 100.000  |

## Tour
Passend zum Albumtitel fand 2022 eine Tour mit 55 Konzerten statt. Die Tour sollte mit einem Doppelauftritt am 2. Januar 2022 in der Hamburger Elbphilharmonie beginnen, bei der Ina Müller mit Band zunächst um 16 Uhr und anschließend um 20 Uhr noch einmal auftreten sollte. Auf Grund der anhaltenden Corona-Pandemie musste die Tour jedoch verlegt werden. Die beiden Termine in der Elbphilharmonie fanden jedoch wie geplant statt. Die eigentliche Tour startete damit aber am 7. Oktober 2022 in der Essener Grugahalle. Die Tour endete erneut mit einem Doppelkonzert in der Elbphilharmonie am 15. April 2023.
- 02.01.2022, Hamburg – Elbphilharmonie (16 Uhr)
- 02.01.2022, Hamburg – Elbphilharmonie (20 Uhr)
- 07.10.2022, Essen – Grugahalle
- 08.10.2022, Braunschweig – Volkswagenhalle
- 20.10.2022, Erfurt – Messehalle
- 21.10.2022, Leipzig – Quarterback Immobilien Arena
- 22.10.2022, Bremen – ÖVB Arena
- 28.10.2022, Stuttgart – Porsche-Arena
- 29.10.2022, Mannheim – SAP Arena
- 30.10.2022, Kempten – Bigbox Allgäu
- 03.11.2022, Münster – Halle Münsterland
- 04.11.2022, Kiel – Wunderino Arena
- 05.11.2022, Hamburg – Barclaycard Arena
- 12.11.2022, Wien – Stadthalle
- 13.11.2022, Wien – Stadthalle
- 18.11.2022, Oldenburg – EWE Arena
- 19.11.2022, Köln – Lanxess Arena
- 24.11.2022, Rostock – Stadthalle
- 26.11.2022, Berlin – Mercedes-Benz Arena
- 02.12.2022, Wetzlar – Rittal Arena
- 03.12.2022, Dresden – Messehalle
- 04.12.2022, Fulda – Esperantohalle
- 07.01.2023, Siegen – Siegerlandhalle
- 08.01.2023, Heilbronn – Harmonie
- 13.01.2023, Aurich – Sparkassen Arena
- 14.01.2023, Bielefeld – Stadthalle
- 15.01.2023, Lübeck – MuK
- 20.01.2024, Regensburg – Donau Arena
- 21.01.2023, Bamberg – Brose Arena
- 22.01.2023, Saarbrücken – Saarlandhalle
- 26.01.2023, Zwickau – Stadthalle
- 27.01.2023, Chemnitz – Stadthalle
- 28.01.2022, Chemnitz – Stadthalle
- 29.01.2023, Hof – Freiheitshalle
- 03.02.2023, Riesa – SACHSENarena
- 04.02.2023, Cottbus – Stadthalle
- 06.02.2023, Frankfurt – Jahrhunderthalle
- 06.02.2023, Frankfurt – Jahrhunderthalle
- 10.02.2023, Düsseldorf – Mitsubishi Electric Halle
- 11.02.2023, Lingen – EmslandArena
- 17.02.2023, Bremerhaven – Stadthalle
- 18.02.2023, Neubrandenburg – Jahnsportforum
- 19.02.2023, Schwerin – Sport & Kongresshalle
- 21.02.2023, Kassel – Stadthalle
- 22.02.2023, Kassel – Stadthalle
- 25.02.2023, München – Olympiahalle
- 26.02.2023, Nürnberg – ARENA NÜRNBERGER Versicherung
- 10.03.2023, Magdeburg – Getec Arena
- 11.03.2023, Trier – Arena
- 16.03.2023, Dortmund – Westfalenhalle
- 17.03.2023, Göttingen – Lokhalle
- 18.03.2022, Hannover – ZAG Arena
- 31.03.2022, Freiburg – SICK Arena
- 01.04.2023, Zürich – Volkshaus
- 02.04.2023, Zürich – Volkshaus
- 15.04.2023, Hamburg – Elbphilharmonie (16 Uhr)
- 15.04.2023, Hamburg – Elbphilharmonie (20 Uhr)

Auf Grund des großen Erfolgs der Tour kündigte Ina Müller für 2024 eine Tour unter dem Motto: Live on Tour: Zugabe an.
- 12.01.2024: Stade – Stadeum
- 13.01.2024: Stade – Stadeum
- 18.01.2024: Bochum – RuhrCongress Bochum
- 19.01.2024: Aachen – Eurogress Aachen
- 20.01.2024: Osnabrück – OsnabrückHalle
- 21.01.2024: Osnabrück – OsnabrückHalle
- 26.01.2024: Lüneburg – LKH Arena
- 27.01.2024: Ilsenburg – Harzlandhalle
- 01.02.2024: Suhl – Congress Centrum Suhl
- 02.02.2024: Ravensburg – Oberschwabenhalle
- 03.02.2024: Offenburg – Edeka Arena Messe Offenburg-Ortenau
- 09.02.2024: Koblenz – CGM Arena
- 10.02.2024: Karlsruhe – Stadthalle Karlsruhe
- 11.02.2024: Ulm – Rattenfänger-Halle
- 15.02.2024: Düren – Arena Kreis Düren
- 17.02.2024: Wolfsburg – CongressPark Wolfsburg